# Вонг Кан Сенг
Вонг Кан Сенг (8 вересня 1946) — сингапурський політичний діяч. В даний час він обіймає посаду голови Асцендас-Сінгбрідж (з 2015 року) та невиконавчого директора United Overseas Bank (з 2017 року).

## Життєпис
Працював учителем в Сінгапурській державній службі та приватному секторі. Він обіймав посади в Міністерстві оборони. У 1981 році він приєднався до Hewlett Packard Singapore, де пробув до січня 1985 року.
Колишній член провладної Партії народних дій, був депутатом парламенту, який представляв представництво групи Бішан-Тоа Пайо. Вонг обіймав посаду віце-прем'єр-міністра країни з 2005 по 2011 рік. Він також обіймав посади міністрів з питань розвитку громади (1987–91), міністра закордонних справ (1988–94), міністра внутрішніх справ (1994—2010) та Міністр-координатор з питань національної безпеки (2010–11).
Вонг був віце-прем'єр-міністром з 1 вересня 2005 року по 21 травня 2011 року, коли колишній віце-прем'єр-міністр Тоні Тан відстав з посади. Вонг обіймав посаду віце-прем'єр-міністра з С. Джаякумаром та Тео Чі Хеаном.